# Kanton Niederolm
Der Kanton Niederolm (franz.: Canton de Niederolm) war eine von zehn Verwaltungseinheiten, in die sich das Arrondissement Mainz im Département du Mont-Tonnerre gliederte. Der Kanton war in den Jahren 1798 bis 1814 Teil der Französischen Republik (1798–1804) und des Napoleonischen Kaiserreichs (1804–1814). Von 1814 bis 1816 unterstand der Kanton einer österreichisch-bayerischen Landesadministrationskommission. Von 1816 bis 1835 war der Kanton eine Verwaltungseinheit der Provinz Rheinhessen im Großherzogtum Hessen. 1835 wurden die Kantone als Verwaltungseinheiten in Kreise aufgelöst.

## Lage
Der Kanton Niederolm umgab das Gebiet des Kantons Mainz, Hauptort war die heutige Stadt Nieder-Olm. Nach Osten und zum Teil nach Norden war er vom Rhein, dem Kanton Mainz und dem Kanton Oberingelheim, nach Westen vom Kanton Oberingelheim und dem Kanton Wörrstadt, nach Süden vom Kanton Wörrstadt und Kanton Oppenheim begrenzt.
Vor der Besetzung des linken Rheinufers im Ersten Koalitionskrieg gehörte das Gebiet des Kantons Niederolm überwiegend zu Kurmainz, einzelne Orte zur Kurpfalz und zur Grafschaft Falkenstein.
Im Jahre 1814 wurde das Département Donnersberg und damit auch der Kanton Niederolm vorübergehend unter die Administration des Generalgouvernements Mittelrhein gestellt. Durch Artikel 47 der Wiener Kongressakte über die Gebietsaufteilung gelangte der Kanton an das Großherzogtum Hessen(‑Darmstadt) und wurde gemäß dem Besitzergreifungspatent vom 8. Juli 1816 in die Provinz Rheinhessen eingegliedert. Mit der Organisationsreform vom 5. Februar 1835 wurde der Kanton aufgelöst und ging im Kreis Mainz auf.

## Gemeinden und Mairies
Nach amtlichen Tabellen aus den Jahren 1798 und 1811 gehörten zum Kanton Niederolm folgende 18 Gemeinden:, die von 1800 an verwaltungsmäßig Mairies zugeteilt waren (Ortsnamen in der damaligen Schreibweise);die Einwohnerzahlen (Spalte „EW 1815“) sind einer Statistik von 1815 entnommen;die Spalte „vor 1792 zugehörig“ nennt die landesherrliche Zugehörigkeit vor der französischen Inbesitznahme.
| Gemeinde         | Mairie     | EW 1815 | vor 1792 zugehörig      | Anmerkungen               |
| ---------------- | ---------- | ------- | ----------------------- | ------------------------- |
| Bretzenheim      | Marienborn | 854     | Kloster Dalheim (Mainz) | heute Stadtteil von Mainz |
| Drais            | Finthen    | 177     | Kurmainz                | heute Stadtteil von Mainz |
| Ebersheim        | Ebersheim  | 615     | Kurmainz                | heute Stadtteil von Mainz |
| Essenheim        | Essenheim  | 729     | Kurpfalz                |                           |
| Finthen          | Finthen    | 941     | Dompropstei von Mainz   | heute Stadtteil von Mainz |
| Gaubischofsheim  | Harxheim   | 276     | Kurmainz                | heute Gau-Bischofsheim    |
| Gonsenheim       | Gonsenheim | 1203    | Dompropstei von Mainz   | heute Stadtteil von Mainz |
| Harxheim         | Harxheim   | 382     | Grafschaft Falkenstein  |                           |
| Hechtsheim       | Hechtsheim | 980     | Kurmainz                | heute Stadtteil von Mainz |
| Kleinwinternheim | Oberolm    | 382     | Kurmainz                | heute Klein-Winternheim   |
| Laubenheim       | Laubenheim | 510     | Kurmainz                | heute Stadtteil von Mainz |
| Marienborn       | Marienborn | 311     | Kurmainz                | heute Stadtteil von Mainz |
| Niederolm        | Niederolm  | 708     | Kurmainz                | heute Nieder-Olm          |
| Oberolm          | Oberolm    | 892     | Kurmainz                | heute Ober-Olm            |
| Sörgenloch       | Zornheim   | 359     | Frhr. von Köth.         |                           |
| Stadecken        | Stadecken  | 603     | Kurpfalz                | heute Stadecken-Elsheim   |
| Weisenau         | Laubenheim | 914     | Kurmainz                | heute Stadtteil von Mainz |
| Zornheim         | Zornheim   | 484     | Kurmainz                |                           |

Für die Rechtsprechung in erster Instanz war das Friedensgericht Niederolm eingerichtet worden.

## Landwirtschaftliche Nutzfläche
Im Historisch-statistischen Jahrbuch des Departements vom Donnersberg für die Jahre 9 bzw. 10 der fränkischen Republik wird die Landwirtschaftliche Nutzfläche folgendermaßen beschrieben:
- Terres labourables (Ackerfelder): 6776,64 Hektar
- Prés (Grünland): 413,04 Hektar
- Vignes (Rebfläche): 428,64 Hektar
- Forêts (Wälder): 904,08 Hektar

## Infrastruktur
Durch den Kanton Nieder-Olm führten weite Teile der direkten Fernstraßenverbindung (Pariser- oder Kaiserstraße) von Mainz über die Pfalz und Saarbrücken nach Paris hin, die damals der Präfekt Jeanbon St. André von seinem „Ingénieur en chef“ Eustache de Saint-Far auf Veranlassung des Kaisers errichten ließ.